# Cố Luân Ôn Hiến Công chúa
Cố Luân Ôn Hiến Công chúa (chữ Hán: 固伦温宪公主, 1683 - 1702), Công chúa nhà Thanh, là Hoàng nữ thứ chín của Thanh Thánh Tổ Khang Hi Đế, xếp thứ tự là Ngũ Công chúa.

## Cuộc sống
Cố Luân Ôn Hiến Công chúa sinh ngày 22 tháng 9 (âm lịch) năm Khang Hi thứ 22 (1683), mẹ là Đức phi Ô Nhã thị, là em gái của Ung Chính Đế.
Mặc dù là Hoàng nữ thứ 9 nhưng Cố Luân Ôn Hiến Công chúa lại được xếp là Ngũ Công chúa. Từ nhỏ, Ngũ Công chúa đã được nuôi dưỡng bởi Nhân Hiến Hoàng thái hậu, rất được Thái hậu và Khang Hi Đế sủng ái, đãi ngộ cũng cao hơn so với các Công chúa khác .
Trong "vi Hoàng thái hậu Hoàng tử Công chúa đẳng dự bị trư nga kê đẳng sổ mục thanh đan " (từ "Khang Hi triều Mãn văn chu phê"), đối với việc cung ứng cho Công chúa có ghi chép lại, Tứ Công chúa Cố Luân Khác Tĩnh Công chúa và Lục Công chúa Cố Luân Thuần Khác Công chúa đều chỉ được 4 cân thịt heo (các Công chúa nhỏ hơn càng nhận được ít hơn), mà Ngũ Công chúa không những được 5 cân thịt heo còn nhiều thêm ngỗng nửa con, gà một con. Cũng biết là vì nuôi dưỡng bên cạnh Thái hậu mà đãi ngộ của Ngũ Công chúa cao hơn các chị em khác.

### Hôn nhân
Năm Khang Hi thứ 39 (1700), Ngũ Công chúa được phong Hoà Thạc Ôn Hiến Công chúa, gả cho Thuấn An Nhan .
Ôn Hiến Công chúa kết hôn không tính là muộn trong 8 Công chúa xuất giá thời Khang Hi. Ngũ Công chúa 18 tuổi được phong là Hoà Thạc Ôn Hiến Công chúa cũng vì Công chúa gả cho người Mãn, mà không phải Mông Cổ quý tộc ở những địa phương xa.
Thuấn An Nhan là cháu nội Đông Quốc Duy - cha của Hiếu Ý Nhân Hoàng hậu, con trai Loan nghi sử Diệp Khắc Thư (叶克书), là gia tộc được xưng là "Đông bán triều" hiển hách thời bấy giờ. Cũng vì gả vào Đông gia mà phủ Công chúa được xây dựng ở Kinh Thành, cho dù gả đi cũng không cách quá xa gia đình. Trong 8 Công chúa xuất giá của Khang Hi, hết 6 người đã phải xa giá đến Mông Cổ hoặc Tây Tạng. Ôn Hiến Công chúa không phải xa giá có lẽ cũng vì Khang Hi Đế và Hoàng thái hậu không nỡ gả Công chúa đến những địa phương xa như vậy.
Năm Khang Hi thứ 41 (1702), Khang Hi Đế phụng dưỡng Hoàng thái hậu đến Hành cung Nhiệt Hà nghỉ mát. Thái hậu mang theo Ôn Hiến Công chúa đã xuất giá cùng đi, không ngờ được Công chúa đột ngột qua đời vào ngày 1 tháng 7, khi mới chỉ gần 20 tuổi . 
| “                   | 康熙四十一年. 壬午. 秋七月 上驻跸热河. 闻和硕温宪公主薨. 日晡未进膳. 扈从诸大臣奏曰, 皇上闻公主讣过哀, 此时尚不进膳, 恐圣躬太为劳瘁. 奏入, 上传谕曰, 公主系已嫁之女, 朕尚可宽释, 但皇太后自幼抚养, 忽值此变, 皇太后伤悼弗胜, 膳尚未进, 朕亦何心进食乎. 诸大臣复固请. 上乃诣皇太后宫, 视食毕. 然后进膳. 随谕领侍卫内大臣等, 左右两翼各派大臣一员, 侍卫十人, 送公主柩回京. 辛亥. 命诸皇子及文武诸臣, 送和硕温宪公主柩起行. . Khang Hi tứ thập nhất niên. Nhâm ngọ. Thu thất nguyệt. Thượng trú tất nhiệt hà. Văn Hòa Thạc Ôn Hiến Công chủ hoăng. Nhật bô vị tiến thiện. Hỗ tòng chư đại thần tấu viết, Hoàng Thượng văn công chủ phó quá ai, thử thì thượng bất tiến thiện, khủng thánh cung thái vi lao tụy. Tấu nhập, thượng truyện dụ viết, Công chủ hệ dĩ giá chi nữ, Trẫm thượng khả khoan thích, đãn Hoàng Thái hậu tự ấu phủ dưỡng, hốt trị thử biến, Hoàng Thái hậu thương điệu phất thắng, thiện thượng vị tiến, Trẫm diệc hà tâm tiến thực hồ. Chư đại thần phục cố thỉnh. Thượng nãi nghệ Hoàng Thái hậu cung, thị thực tất. Nhiên hậu tiến thiện. Tùy dụ Lĩnh thị vệ Nội đại thần đẳng, tả hữu lưỡng dực các phái đại thần nhất viên, thị vệ thập nhân, tống Công chủ cữu hồi kinh. Tân hợi. Mệnh chư Hoàng tử cập văn vũ chư thần, tống Hòa Thạc Ôn Hiến Công chủ cữu khởi hành. | ” |
| — Thánh Tổ thực lục | |   |

Năm Khang Hi thứ 48 (1709), Thuấn An Nhan vì là phe phái của Hoàng bát tử Dận Tự mà bị tước đi "Ngạch phò", giam cầm, sau đó mới được thả ra.
Năm Ung Chính nguyên niên (1723), tháng 3, Công chúa được truy phong "Cố Luân Ôn Hiến Công chúa".
Năm Ung Chính thứ 2 (1724), thụ phong Lĩnh thị vệ Nội đại thần, cùng năm mất.
Năm Càn Long thứ 17 (1752), Huyện chúa Ái Tân Giác La thị, con gái thứ 9 của Trang Khác Thân vương Dận Lộc, gả cho con trai Thuấn An Nhan là Nguyên Phương. Đây là thứ tử của Công chúa mà không phải là thân sinh.

## Tế văn
Từ nhỏ, Ôn Hiến Công chúa đã được nhận những sự giáo dục tốt nhất, Công chúa lại rất thông minh, về sau, trên tế văn của Ôn Hiến Công chúa (từ "Hoàng triều văn điển") có viết:
| “                          | 尔公主秀出紫微, 祥开银汉, 爰从襁褓即育慈闱. 爱每笃于兴居, 日无违于左右. 弱龄受教, 聪慧夙成, 性自悦乎诗书, 行每谐于箴史. 谓诞膺夫景福冀永享, 夫修龄作聘元舅之家, 仰慰慈亲之恋. . Nhĩ Công chủ tú xuất tử vi, tường khai ngân hán, viên tòng cưỡng bảo tức dục từ vi. Ái mỗi đốc vu hưng cư, nhật vô vi vu tả hữu. Nhược linh thụ giáo, thông tuệ túc thành, tính tự duyệt hồ thi thư, hành mỗi hài vu châm sử. Vị đản ưng phu cảnh phúc ký vĩnh hưởng, phu tu linh tác sính nguyên cữu chi gia, ngưỡng úy từ thân chi luyến. | ” |
| — Tế văn Ôn Hiến Công chúa | |   |

Trong tế văn cho phụ nữ rất hiếm dùng những từ như "Thông tuệ", mà trong tế văn Ôn Hiến Công chúa lại xuất hiện các từ như "Thông tuệ túc hành", "Tính tự duyệt hồ thi thư", không chỉ vì Khang Hi Đế muốn an ủi Hoàng thái hậu, mà thực sự vì Ôn Hiến Công chúa thực sự tài hoa, đáng giá nhận được những đánh giá cao như vậy.
Trong "Thanh Hoàng triều văn điển" có ghi chép lại tế văn truy phong Cố Luân Ôn Hiến Công chúa:
| “                                             | 涣丝纶而光贲, 谊笃金枝追仪范之, 如存光垂彤管, 宜升位号, 用备哀荣. 尔和硕公主乃圣祖仁皇帝之女朕之妹也. 毓秀紫微, 钟灵宝婺. 幼奉慈闻之训, 敬守女箴; 长归元舅之家, 克修妇道. 鸾车雍肃, 夙传谦抑之心; 象服委佗, 久着端凝之度. 岁华易迈, 壶德难 冺. 体圣祖之慈怀, 笃朕躬之友爱, 兹追封尔为固伦公主, 遣官致祭. 于戏! 崇封龙锡敦一本, 以推恩茂典. 特颁眷九原而增感, 灵其不昧, 尚克歆承. . Hoán ti luân nhi quang bí, nghị đốc kim chi truy nghi phạm chi, như tồn quang thùy đồng quản, nghi thăng vị hào, dụng bị ai vinh. Nhĩ Hòa Thạc Công chủ nãi Thánh Tổ Nhân Hoàng đế chi nữ Trẫm chi muội dã. Dục tú tử vi, chung linh bảo vụ. Ấu phụng từ văn chi huấn, kính thủ nữ châm; trường quy nguyên cữu chi gia, khắc tu phụ đạo. Loan xa ung túc, túc truyện khiêm ức chi tâm; tượng phục ủy đà, cửu trứ đoan ngưng chi độ. Tuế hoa dịch mại, hồ đức nan mân. Thể Thánh Tổ chi từ hoài, đốc Trẫm cung chi hữu ái, tư truy phong nhĩ vi Cố Luân Công chủ, khiển quan trí tế. Vu hí! Sùng phong long tích đôn nhất bản, dĩ thôi ân mậu điển. Đặc ban quyến cửu nguyên nhi tăng cảm, linh kỳ bất muội, thượng khắc hâm thừa. | ” |
| — Tế văn truy phong Cố Luân Ôn Hiến Công chúa | |   |

## Gia đình
| \| \| \| \| \| \| \| \| \| \| \| \| \| \| \| \| \| \| \| \| Thái Tổ Cao Hoàng đế Nỗ Nhĩ Cáp Xích \| \| \| \| \| \| \| \| \| \| \| \| \| \| \| \| \| \| \| \| \| \| \| \| \| \| \| \| \| \| \| \| \| \| \| \| \| \| \| \| \| \| \| \| \| \| \| \| \| \| \| \| \| \| Thái Tông Văn Hoàng đế Hoàng Thái Cực \| \| \| \| \| \| \| \| \| \| \| \| \| \| \| \| \| \| \| \| \| \| \| \| \| \| \| \| \| \| \| \| \| \| \| \| \| \| \| \| \| \| \| \| \| \| \| \| \| \| \| \| \| \| Hiếu Từ Cao Hoàng hậu Mạnh Cổ Triết Triết \| \| \| \| \| \| \| \| \| \| \| \| \| \| \| \| \| \| \| \| \| \| \| \| \| \| \| \| \| \| \| \| \| \| \| \| \| \| \| \| \| \| \| \| \| \| \| \| \| \| \| \| \| \| Thế Tổ Chương Hoàng đế Phúc Lâm \| \| \| \| \| \| \| \| \| \| \| \| \| \| \| \| \| \| \| \| \| \| \| \| \| \| \| \| \| \| \| \| \| \| \| \| \| \| \| \| \| \| \| \| \| \| \| \| \| \| \| \| \| \| Khoa Nhĩ Thấm bộ Trung Thân vương Trại Tang \| \| \| \| \| \| \| \| \| \| \| \| \| \| \| \| \| \| \| \| \| \| \| \| \| \| \| \| \| \| \| \| \| \| \| \| \| \| \| \| \| \| \| \| \| \| \| \| \| \| \| \| \| \| Hiếu Trang Văn Hoàng hậu Bố Mộc Bố Thái \| \| \| \| \| \| \| \| \| \| \| \| \| \| \| \| \| \| \| \| \| \| \| \| \| \| \| \| \| \| \| \| \| \| \| \| \| \| \| \| \| \| \| \| \| \| \| \| \| \| \| \| \| \| Trung Thân vương Hiền phi \| \| \| \| \| \| \| \| \| \| \| \| \| \| \| \| \| \| \| \| \| \| \| \| \| \| \| \| \| \| \| \| \| \| \| \| \| \| \| \| \| \| \| \| \| \| \| \| \| \| \| \| \| \| Thánh Tổ Nhân Hoàng đế Huyền Diệp \| \| \| \| \| \| \| \| \| \| \| \| \| \| \| \| \| \| \| \| \| \| \| \| \| \| \| \| \| \| \| \| \| \| \| \| \| \| \| \| \| \| \| \| \| \| \| \| \| \| \| \| \| \| Trung Liệt Nhất đẳng công Đông Dưỡng Chân \| \| \| \| \| \| \| \| \| \| \| \| \| \| \| \| \| \| \| \| \| \| \| \| \| \| \| \| \| \| \| \| \| \| \| \| \| \| \| \| \| \| \| \| \| \| \| \| \| \| \| \| \| \| Đô thống Cần Tương Nhất đẳng công Đông Đồ Lại \| \| \| \| \| \| \| \| \| \| \| \| \| \| \| \| \| \| \| \| \| \| \| \| \| \| \| \| \| \| \| \| \| \| \| \| \| \| \| \| \| \| \| \| \| \| \| \| \| \| \| \| \| \| Hiếu Khang Chương Hoàng hậu Đông giai thị \| \| \| \| \| \| \| \| \| \| \| \| \| \| \| \| \| \| \| \| \| \| \| \| \| \| \| \| \| \| \| \| \| \| \| \| \| \| \| \| \| \| \| \| \| \| \| \| \| \| \| \| \| \| Cố Luân Ôn Hiến Công chúa \| \| \| \| \| \| \| \| \| \| \| \| \| \| \| \| \| \| \| \| \| \| \| \| \| \| \| \| \| \| \| \| \| \| \| \| \| \| \| \| \| \| \| \| \| \| \| \| \| \| \| \| \| \| Hộ quân Tham lĩnh gia phong Nhất đẳng công Uy Vũ \| \| \| \| \| \| \| \| \| \| \| \| \| \| \| \| \| \| \| \| \| \| \| \| \| \| \| \| \| \| \| \| \| \| \| \| \| \| \| \| \| \| \| \| \| \| \| \| \| \| \| \| \| \| Hiếu Cung Nhân Hoàng hậu Ô Nhã thị \| \| \| \| \| \| \| \| \| \| \| \| \| \| \| \| \| \| \| \| \| \| \| \| \| \| \| \| \| \| \| \| \| \| \| \| \| \| \| \| \| \| \| \| \| \| \| \| \| \| \| \| |                                                  |  |  |  |  |  |  |  |  |  |  |  |  |  |  |  |
| |                                                  |  |  |  |  |  |  |  |  |  |  |  |  |  |  |  |
| | Thái Tổ Cao Hoàng đế Nỗ Nhĩ Cáp Xích             |  |  |  |  |  |  |  |  |  |  |  |  |  |  |  |
| |                                                  |  |  |  |  |  |  |  |  |  |  |  |  |  |  |  |
| |                                                  |  |  |  |  |  |  |  |  |  |  |  |  |  |  |  |
| | Thái Tông Văn Hoàng đế Hoàng Thái Cực            |  |  |  |  |  |  |  |  |  |  |  |  |  |  |  |
| |                                                  |  |  |  |  |  |  |  |  |  |  |  |  |  |  |  |
| |                                                  |  |  |  |  |  |  |  |  |  |  |  |  |  |  |  |
| | Hiếu Từ Cao Hoàng hậu Mạnh Cổ Triết Triết        |  |  |  |  |  |  |  |  |  |  |  |  |  |  |  |
| |                                                  |  |  |  |  |  |  |  |  |  |  |  |  |  |  |  |
| |                                                  |  |  |  |  |  |  |  |  |  |  |  |  |  |  |  |
| | Thế Tổ Chương Hoàng đế Phúc Lâm                  |  |  |  |  |  |  |  |  |  |  |  |  |  |  |  |
| |                                                  |  |  |  |  |  |  |  |  |  |  |  |  |  |  |  |
| |                                                  |  |  |  |  |  |  |  |  |  |  |  |  |  |  |  |
| | Khoa Nhĩ Thấm bộ Trung Thân vương Trại Tang      |  |  |  |  |  |  |  |  |  |  |  |  |  |  |  |
| |                                                  |  |  |  |  |  |  |  |  |  |  |  |  |  |  |  |
| |                                                  |  |  |  |  |  |  |  |  |  |  |  |  |  |  |  |
| | Hiếu Trang Văn Hoàng hậu Bố Mộc Bố Thái          |  |  |  |  |  |  |  |  |  |  |  |  |  |  |  |
| |                                                  |  |  |  |  |  |  |  |  |  |  |  |  |  |  |  |
| |                                                  |  |  |  |  |  |  |  |  |  |  |  |  |  |  |  |
| | Trung Thân vương Hiền phi                        |  |  |  |  |  |  |  |  |  |  |  |  |  |  |  |
| |                                                  |  |  |  |  |  |  |  |  |  |  |  |  |  |  |  |
| |                                                  |  |  |  |  |  |  |  |  |  |  |  |  |  |  |  |
| | Thánh Tổ Nhân Hoàng đế Huyền Diệp                |  |  |  |  |  |  |  |  |  |  |  |  |  |  |  |
| |                                                  |  |  |  |  |  |  |  |  |  |  |  |  |  |  |  |
| |                                                  |  |  |  |  |  |  |  |  |  |  |  |  |  |  |  |
| | Trung Liệt Nhất đẳng công Đông Dưỡng Chân        |  |  |  |  |  |  |  |  |  |  |  |  |  |  |  |
| |                                                  |  |  |  |  |  |  |  |  |  |  |  |  |  |  |  |
| |                                                  |  |  |  |  |  |  |  |  |  |  |  |  |  |  |  |
| | Đô thống Cần Tương Nhất đẳng công Đông Đồ Lại    |  |  |  |  |  |  |  |  |  |  |  |  |  |  |  |
| |                                                  |  |  |  |  |  |  |  |  |  |  |  |  |  |  |  |
| |                                                  |  |  |  |  |  |  |  |  |  |  |  |  |  |  |  |
| | Hiếu Khang Chương Hoàng hậu Đông giai thị        |  |  |  |  |  |  |  |  |  |  |  |  |  |  |  |
| |                                                  |  |  |  |  |  |  |  |  |  |  |  |  |  |  |  |
| |                                                  |  |  |  |  |  |  |  |  |  |  |  |  |  |  |  |
| | Cố Luân Ôn Hiến Công chúa                        |  |  |  |  |  |  |  |  |  |  |  |  |  |  |  |
| |                                                  |  |  |  |  |  |  |  |  |  |  |  |  |  |  |  |
| |                                                  |  |  |  |  |  |  |  |  |  |  |  |  |  |  |  |
| | Hộ quân Tham lĩnh gia phong Nhất đẳng công Uy Vũ |  |  |  |  |  |  |  |  |  |  |  |  |  |  |  |
| |                                                  |  |  |  |  |  |  |  |  |  |  |  |  |  |  |  |
| |                                                  |  |  |  |  |  |  |  |  |  |  |  |  |  |  |  |
| | Hiếu Cung Nhân Hoàng hậu Ô Nhã thị               |  |  |  |  |  |  |  |  |  |  |  |  |  |  |  |
| |                                                  |  |  |  |  |  |  |  |  |  |  |  |  |  |  |  |
| |                                                  |  |  |  |  |  |  |  |  |  |  |  |  |  |  |  |

### Phụ Mẫu
- Cha: Thanh Thánh Tổ Khang Hi Đế
- Mẹ: Hiếu Cung Nhân Hoàng hậu

### Anh em cùng mẹ
- Hoàng tứ tử Dận Chân, tức Ung Chính Đế.
- Hoàng lục tử Dận Tộ.
- Hoàng thất nữ.
- Hoàng thập nhị nữ.
- Hoàng thập tứ tử Dận Đề, tức Tuân Cần Quận vương.

## Phim ảnh
| Năm  | Phim truyền hình                                      | Diễn viên             |
| 1998 | Ung Chính Tiểu Điệp Niên Canh Nghiêu (雍正小碟年羹尧) | Lâm Tiểu Lâu (林小楼) |
| 2017 | Hoa Lạc Cung Đình Thác Lưu Niên (花落宫廷错流年)      | Mao Na (毛娜)         |